# Kubok SSSR 1959-1960
La Kubok SSSR 1959-1960 fu la 19ª edizione del trofeo. Vide la vittoria finale della Torpedo Mosca, al suo terzo titolo, che vinse in finale contro la Dinamo Tbilisi.

## Formula
Per la prima volta nella storia il torneo fu disputato su due anni solari: in questo caso tra la prima partita e la finale passò ben più di un anno. Come negli anni precedenti il torneo era diviso in due fasi: una fase preliminare, che vedeva coinvolte solo le squadre di Klass B 1959 (seconda serie sovietica) ed una seconda che vedeva l'ingresso in campo delle formazioni della Klass A 1959.
Nella prima fase parteciparono tutte le 101 squadre di Klass B: esse erano divise in sette gruppi su base geografica, che rispecchiavano esattamente i sette gruppi in cui era ripartita la Klass B 1959. Ciascuno dei sette gruppi era organizzato in tre turni (quarti, semifinali e finali) ad eliminazione diretta in partite di sola andata, con 15 o 14 squadre partecipanti. Tutti i gruppi promuovevano tre squadre, tranne il 6 che ne promuovevano due.
Nella seconda fase alle venti ammesse si unirono le 12 formazioni di Klass A, che giocarono tutte fuori casa nel primo turno: furono disputati altri cinque turni (sedicesimi, ottavi, quarti, semifinali e finali) sempre ad eliminazione diretta ed in partite di sola andata; in tutti i turni vigeva la regola che, in caso di pareggio, fossero disputati i supplementari; in caso di ulteriore pareggio la gara veniva ripetuta il giorno successivo.

## Fase preliminare

### Zona 1

#### Quarti di finale
Le partite furono disputate tra l'11 giugno e l'8 luglio 1959.
| Squadra 1                 | Risultato   | Squadra 2           |
| ------------------------- | ----------- | ------------------- |
| Trud Rjazan'              | 4 – 1 (dts) | Metalurh Zaporižžja |
| Khimik Jaroslavl'         | 4 – 1       | Iskra Kazan'        |
| Metallurg Dnipropetrovs'k | 1 – 2       | Lokomotiv Saratov   |

#### Semifinali
Le partite furono disputate tra il 3 e il 12 luglio 1959.
| Squadra 1               | Risultato   | Squadra 2          |
| ----------------------- | ----------- | ------------------ |
| Trud Voronež            | 1 – 2       | Spartak Leningrado |
| Trudovye Rezervy Lipeck | 3 – 0       | Avangard Nikolaev  |
| Traktor Vladimir        | 4 – 3 (dts) | Lokomotiv Saratov  |
| Dinamo Kirov            | 10 – 3      | Lokomotiv Bender   |
| Spartak Kherson         | 2 – 1 (dts) | Khimik Jaroslavl'  |
| Khimik Dneprodzerzhinsk | 0 – 1       | Trud Rjazan'       |

#### Finali
Le partite furono disputate tra il 18 e il 20 luglio 1959.
| Squadra 1        | Risultato | Squadra 2               |
| ---------------- | --------- | ----------------------- |
| Trud Rjazan'     | 0 – 1     | Dinamo Kirov            |
| Spartak Kherson  | 1 – 0     | Spartak Leningrado      |
| Traktor Vladimir | 2 – 1     | Trudovye Rezervy Lipeck |

### Zona 2

#### Quarti di finale
Le partite furono disputate il 4 e il 5 luglio 1959.
| Squadra 1              | Risultato | Squadra 2          |
| ---------------------- | --------- | ------------------ |
| Arsenal Kiev           | [ 2 ]     | Spartak Minsk      |
| Trudovye Rezervy Kursk | 0 – 6     | Kolchoznik Poltava |
| Šachter Stalinogorsk   | 1 – 2     | Trud Gluchovo      |

#### Semifinali
Le partite furono disputate tra il 5 e il 10 luglio 1959.
| Squadra 1                   | Risultato   | Squadra 2          |
| --------------------------- | ----------- | ------------------ |
| Trudovye Rezervy Leningrado | [ 3 ]       | Zvezda Kirovohrad  |
| Znamja Truda                | 3 – 0       | Lokomotiv Gomel    |
| Avangard Zhytomyr           | 3 – 1       | Kryvbas            |
| Avangard Charkiv            | 5 – 4 (dts) | Kolchoznik Poltava |
| Trud Tula                   | 0 – 2       | Arsenal Kiev       |
| Kolchoznik Čerkasy          | 0 – 2       | Trud Gluchovo      |

#### Finali
Le partite furono disputate tra il 20 luglio e il 19 agosto 1959.
| Squadra 1        | Risultato   | Squadra 2                   |
| ---------------- | ----------- | --------------------------- |
| Trud Gluchovo    | 5 – 3 (dts) | Znamja Truda                |
| Arsenal Kiev     | 2 – 0       | Avangard Zhytomyr           |
| Avangard Charkiv | 3 – 1       | Trudovye Rezervy Leningrado |

### Zona 3

#### Quarti di finale
Le partite furono disputate il 23 e il 24 giugno 1959.
| Squadra 1       | Risultato | Squadra 2         |
| --------------- | --------- | ----------------- |
| Spartak Nal'čik | 5 – 2     | T'orp'edo Kutaisi |
| Kuban'          | 4 – 1     | Torpedo Taganrog  |

#### Semifinali
Le partite furono disputate tra il 23 giugno e il 3 luglio 1959.
| Squadra 1          | Risultato | Squadra 2               |
| ------------------ | --------- | ----------------------- |
| Spartak Stavropol' | 3 – 1     | Lokomotiv Tbilisi       |
| Rostsel'maš        | 4 – 0     | Temp Machačkala         |
| Spartak Nal'čik    | 1 – 2     | Spartak Erevan          |
| SKVO Tbilisi       | 3 – 1     | Kuban'                  |
| Širak Leninakan    | 6 – 0     | Tekstilshchik Kirovabad |
| Neftyanik Baku     | 3 – 1     | Terek Groznyj           |

#### Finali
Le partite furono disputate tra il 2 e il 10 luglio 1959.
| Squadra 1          | Risultato   | Squadra 2      |
| ------------------ | ----------- | -------------- |
| Širak Leninakan    | 2 – 0       | Spartak Erevan |
| Spartak Stavropol' | 1 – 2 (dts) | Neftyanik Baku |
| SKVO Tbilisi       | 7 – 2       | Rostsel'maš    |

### Zona 4

#### Quarti di finale
Le partite furono disputate tra il 3 e il 9 luglio 1959.
| Squadra 1         | Risultato | Squadra 2         |
| ----------------- | --------- | ----------------- |
| Kolchoznik Rivne  | 2 – 3     | SKVO Odessa       |
| Dünamo Tallinn    | 4 – 0     | Urožaj Minsk      |
| SKChF Sebastopoli | 3 – 1     | Avangard Ternopol |

#### Semifinali
Le partite furono disputate tra il 3 luglio e il 3 agosto 1959.
| Squadra 1          | Risultato   | Squadra 2         |
| ------------------ | ----------- | ----------------- |
| SKVO Leopoli       | 2 – 1       | Dünamo Tallinn    |
| Lokomotyv Vinnycja | 3 – 0       | SKChF Sebastopoli |
| Avangard           | 0 – 3       | Spartak Stanislav |
| Daugava Rīga       | 1 – 2 (dts) | SKVO Odessa       |
| Spartak Vilnius    | 2 – 1       | Čornomorec'       |
| Baltika            | 0 – 1       | Spartak Užhorod   |

#### Finali
La partita fu disputata il 29 giugno 1947.
| Squadra 1          | Risultato | Squadra 2         |
| ------------------ | --------- | ----------------- |
| SKVO Leopoli       | 0 – 1     | Spartak Vilnius   |
| SKVO Odessa        | 6 – 0     | Spartak Stanislav |
| Lokomotyv Vinnycja | 7 – 1     | Spartak Užhorod   |

### Zona 5

#### Quarti di finale
Le partite furono disputate l'11 giugno 1959.
| Squadra 1          | Risultato | Squadra 2        |
| ------------------ | --------- | ---------------- |
| Admiralteec        | 3 – 2     | Volga Kalinin    |
| Spartak Ul'janovsk | 3 – 2     | Šachtar Horlivka |

#### Semifinali
Le partite furono disputate tra il 3 e il 13 luglio 1959.
| Squadra 1           | Risultato   | Squadra 2                |
| ------------------- | ----------- | ------------------------ |
| Šachtër Šachty      | 3 – 0       | Gorkiy                   |
| Lokomotiv Stalino   | 3 – 4       | Traktor Stalingrado      |
| Energija Volžskij   | 4 – 1       | Zenit Iževsk             |
| Admiralteec         | 4 – 2       | Šachtar Kadiïvka         |
| Tekstilščik Ivanovo | 3 – 2 (dts) | Torpedo Gor'kij          |
| Spartak Ul'janovsk  | 3 – 1       | Trudovi Rezervy Luhans'k |

#### Finale
Le partite furono disputate il 20 luglio 1959.
| Squadra 1           | Risultato   | Squadra 2           |
| ------------------- | ----------- | ------------------- |
| Traktor Stalingrado | 4 – 1       | Spartak Ul'janovsk  |
| Šachtër Šachty      | 3 – 0 (dts) | Energija Volžskij   |
| Admiralteec         | 4 – 0       | Tekstilščik Ivanovo |

### Zona 6

#### Quarti di finale
Le partite furono disputate tra l'11 e il 22 giugno 1959.
| Squadra 1              | Risultato | Squadra 2                  |
| ---------------------- | --------- | -------------------------- |
| Lokomotiv Chelyabinsk  | [ 4 ]     | Тrudovye rezervy Tashkent  |
| Stroitel' Ufa          | [ 5 ]     | Paxtakor                   |
| Metallurg Nižnij Tagil | 0 – 1     | Mašinostroitel' Sverdlovsk |
| Chosilot Stalinabad    | 2 – 1     | Spartak Frunze             |
| Qairat                 | 1 – 0     | Metallurg Magnitogorsk     |
| Zvezda Perm'           | 5 – 1     | Shahter Qaraǵandy          |

#### Semifinali
Le partite furono disputate tra il 3 e il 9 luglio 1959.
| Squadra 1       | Risultato | Squadra 2                  |
| --------------- | --------- | -------------------------- |
| Qairat          | [ 6 ]     | Chosilot Stalinabad        |
| Pamir Leninabad | [ 7 ]     | Mašinostroitel' Sverdlovsk |
| Zvezda Perm'    | 2 – 0     | Lokomotiv Chelyabinsk      |
| Stroitel' Ufa   | 4 – 1     | Kolchozči Aşgabat          |

#### Finali
Le partite furono disputate il 18 e il 19 luglio 1959.
| Squadra 1    | Risultato | Squadra 2       |
| ------------ | --------- | --------------- |
| Zvezda Perm' | 2 – 1     | Pamir Leninabad |
| Qairat       | 1 – 2     | Stroitel' Ufa   |

### Zona 7

#### Quarti di finale
Le partite furono disputate il 20 maggio 1959.
| Squadra 1              | Risultato | Squadra 2       |
| ---------------------- | --------- | --------------- |
| Sibsel'maš Novosibirsk | [ 8 ]     | SKVO Sverdlovsk |
| Metallurg Stalinsk     | 1 – 3     | SKVO Chita      |

#### Semifinali
Le partite furono disputate tra il 13 giugno e il 15 luglio 1959.
| Squadra 1             | Risultato | Squadra 2              |
| --------------------- | --------- | ---------------------- |
| Urožaj Barnaul        | [ 9 ]     | Lokomotiv Ulan-Ude     |
| SKVO-Chabarovsk       | 0 – 1     | Ėnergija Irkutsk       |
| Sibelektromotor Tomsk | 4 – 1     | Irtyš Omsk             |
| Chimik Kemerovo       | 1 – 4     | Lokomotiv Krasnojarsk  |
| Lokomotiv K.N.A.      | 1 – 0     | Sibsel'maš Novosibirsk |
| SKVO Chita            | 1 – 3     | Luč Vladivostok        |

#### Finali
Le partite furono disputate il 5 e il 22 luglio 1959.
| Squadra 1             | Risultato   | Squadra 2             |
| --------------------- | ----------- | --------------------- |
| Ėnergija Irkutsk      | 2 – 0       | Luč Vladivostok       |
| Urožaj Barnaul        | 0 – 1 (dts) | Lokomotiv Krasnojarsk |
| Sibelektromotor Tomsk | 1 – 0       | Lokomotiv K.N.A.      |

## Fase finale

### Sedicesimi di finale
Le partite furono disputate l'11 luglio e il 21 ottobre 1959.
| Squadra 1             | Risultato   | Squadra 2                |
| --------------------- | ----------- | ------------------------ |
| Ėnergija Irkutsk      | 0 – 3       | Spartak Mosca            |
| Širak Leninakan       | 5 – 0       | Kryl'ja Sovetov Kujbyšev |
| Šachtër Šachty        | 1 – 4       | Moldova Chișinău         |
| Spartak Kherson       | 0 – 2       | Šachtyor Stalino         |
| Traktor Stalingrado   | 1 – 0       | Neftyanik Baku           |
| SKVO Tbilisi          | 2 – 0       | Zenit Leningrado         |
| Sibelektromotor Tomsk | 1 – 0       | Dinamo Kiev              |
| Lokomotyv Vinnycja    | 0 – 3       | SKVO Rostov              |
| Dinamo Kirov          | 3 – 4       | Dinamo Tbilisi           |
| Traktor Vladimir      | 1 – 2       | Admiralteec              |
| Spartak Vilnius       | 4 – 3       | Zvezda Perm'             |
| Lokomotiv Krasnojarsk | 2 – 4       | Torpedo Mosca            |
| Arsenal Kiev          | 0 – 2       | Dinamo Mosca             |
| Stroitel' Ufa         | 4 – 2 (dts) | Avangard Charkiv         |
| SKA Odessa            | 3 – 1       | Lokomotiv Mosca          |
| Trud Gluchovo         | 1 – 7       | CSK MO Mosca             |

### Ottavi di finale
Le gare furono disputate tra il 17 agosto 1959 e il 14 settembre 1960.
| Squadra 1             | Risultato   | Squadra 2        |
| --------------------- | ----------- | ---------------- |
| SKA Tbilisi           | [ 11 ]      | SKA Odessa       |
| Širak Leninakan       | 2 – 1       | Moldova Chișinău |
| Spartak Vilnius       | 3 – 1       | Admiralteec      |
| Sibelektromotor Tomsk | 1 – 2       | Torpedo Mosca    |
| Traktor Stalingrado   | 4 – 0       | Stroitel' Ufa    |
| Dinamo Tbilisi        | 2 – 1 (dts) | Spartak Mosca    |
| SKA Rostov            | 0 – 4       | Šachtyor Stalino |
| Dinamo Mosca          | 1 – 0       | CSKA Mosca       |

### Quarti di finale
Le gare furono disputate tra il 25 agosto e il 28 settembre 1960.
| Squadra 1       | Risultato | Squadra 2           |
| --------------- | --------- | ------------------- |
| SKA Odessa      | 1 – 0     | Traktor Stalingrado |
| Dinamo Tbilisi  | 5 – 1     | Širak Leninakan     |
| Spartak Vilnius | 1 – 2     | Šachtyor Stalino    |
| Torpedo Mosca   | 2 – 0     | Dinamo Mosca        |

### Semifinali
Le gare furono disputate il 26 e il 27 ottobre 1960.
| Squadra 1        | Risultato   | Squadra 2      |
| ---------------- | ----------- | -------------- |
| Šachtyor Stalino | 1 – 2 (dts) | Dinamo Tbilisi |
| Torpedo Mosca    | 4 – 0       | SKA Odessa     |

### Finale
| Mosca 21 luglio 1947, ore ?:?                                                                                     | Torpedo Mosca | 4 – 3 (d.t.s.) referto                 | Dinamo Tbilisi | Stadio Dinamo (Mosca) (70000 spett.) |
| \| \| \| \| \| Gusarov 19’ (rig.), 54’ Ivanov 67’, 119’ \| Marcatori \| 26’ Barkaja 58’ K'aloevi 87’ Melašvili \| |               |                                        |                |                                      |
| |               |                                        |                |                                      |
| Gusarov 19’ (rig.), 54’ Ivanov 67’, 119’                                                                          | Marcatori     | 26’ Barkaja 58’ K'aloevi 87’ Melašvili |                |                                      |